# Santa Maria dell’Aiuto (Nápoly)
A Santa Maria dell’Aiuto egy nápolyi templom. Az 1656-os és 1673-as pestisjárvány emlékére építették a járványok túlélői (innen származik neve is: Szent Mária, a Segítő). A görög kereszt alaprajzú, barokk templom építője Dionisio Lazzari volt. Festményei, freskói Gaspare Traversi valamint Francesco Pagano munkái. A főoltár szintén Pagano munkája.